# セバスチャン・フィツェック
セバスチャン・フィツェック（Sebastian Fitzek、1971年10月13日 - ）は、ドイツの小説家、ジャーナリスト。ベルリン生まれ、ベルリン在住。
著作権についての研究で博士号を取得後、放送局に勤務のかたわら、小説を執筆。2006年、サイコ・サスペンス小説『治療島』でデビュー。このデビュー作はドイツでベストセラーとなり、フリードリヒ・グラウザー賞（ドイツ推理作家協会賞）の新人賞にもノミネートされた。その後作品は24の言語で刊行されており、累計450万部を売り上げている。2012年には『前世療法』(2008年)を原作とした映画"Das Kind"が公開された。2023年、『治療島』がAmazonプライム・ビデオでドラマ化（邦題『セバスチャン・フィツェックの治療島』）。

## 作品リスト
- Die Therapie (2006)
  - 治療島（訳：赤根洋子、柏書房、2007年7月）
- Amokspiel (2007)
  - ラジオ・キラー（訳：赤根洋子、柏書房、2008年1月）
- Das Kind (2008)
  - 前世療法 （訳：赤根洋子、柏書房、2008年6月）
- Der Seelenbrecher (2008)
  - サイコブレイカー（訳：赤根洋子、柏書房、2009年7月）
- Splitter (2009)
- Der Augensammler (2010)
  - アイ・コレクター（訳：小津薫、早川書房 ハヤカワ・ミステリ、2012年4月）
- Der Augenjäger (2011)
- Der Nachtwandler (2013)
- Noah (2013)
- Passagier 23 (2014)
  - 乗客ナンバー23の消失（訳：酒寄進一、文藝春秋、2018年3月 / 文春文庫、2021年4月）
- Flugangst 7A (2017)
  - 座席ナンバー7Aの恐怖（訳：酒寄進一、文藝春秋、2019年3月 / 文春文庫、2023年4月）

この他、編著や共著、ノンフィクションなどがある。